# Lake Petersburg
Lake Petersburg es un lugar designado por el censo ubicado en el condado de Menard en el estado estadounidense de Illinois. En el Censo de 2010 tenía una población de 719 habitantes y una densidad poblacional de 136,22 personas por km².

## Geografía
Lake Petersburg se encuentra ubicado en las coordenadas 39°58′58″N 89°52′2″O / 39.98278, -89.86722. Según la Oficina del Censo de los Estados Unidos, Lake Petersburg tiene una superficie total de 5.28 km², de la cual 4.57 km² corresponden a tierra firme y (13.49%) 0.71 km² es agua.

## Demografía
Según el censo de 2010, había 719 personas residiendo en Lake Petersburg. La densidad de población era de 136,22 hab./km². De los 719 habitantes, Lake Petersburg estaba compuesto por el 98.33% blancos, el 0.7% eran afroamericanos, el 0.42% eran amerindios, el 0.14% eran asiáticos, el 0% eran isleños del Pacífico, el 0.42% eran de otras razas y el 0% pertenecían a dos o más razas. Del total de la población el 1.11% eran hispanos o latinos de cualquier raza.